# Ново-Адмиралтейский остров
Ново-Адмиралте́йский остров — остров в Адмиралтейском районе Санкт-Петербурга. Располагается в исторической части города между рекой Невой, Ново-Адмиралтейским каналом и рекой Мойкой.

## Общие сведения
Образован искусственно путём отделения западной части острова Усадица и соединением реки Невы с рекой Мойка постройкой Ново-Адмиралтейского канала в 1720 году.
Начиная с XVIII века на острове размещался Галерный двор с верфью, провиантскими магазинами и складами. В 1800 году на остров переведена Главная Адмиралтейская верфь, которая получила название «Новое Адмиралтейство», а остров, соответственно, название «Ново-Адмиралтейский».
В 1716—1717 годах на Ново-Адмиралтейском острове прорыты два канала, которые впоследствии были засыпаны — один в начале XIX века, второй в начале XX века.
На острове находилась церковь Спас на Водах, которая впоследствии снесена. На её месте в 1998—2002 годах была построена каменная Никольская часовня.
Территория острова занята предприятием «Адмиралтейские верфи» и доступ на него ограничен. Все постройки острова относятся к набережной реки Фонтанки. С 2006 года «Адмиралтейские верфи» готовятся к реформированию производственных мощностей в связи со строительством нового производственного комплекса на острове Котлин. В результате этого территория Ново-Адмиралтейского острова освободится. В декабре 2010 года председатель Комитета по инвестициям и стратегическим проектам Алексей Чичканов объявил, что в рамках подготовки к торгам по этим площадям проводится экспертиза восьми памятников архитектуры острова (Караульный дом, Нарядный дом, кузница, Малый каменный эллинг, мастерская, Большой каменный эллинг, Главное корабельное здание).
В 2024 году представлены планы по созданию на острове концертного комплекса для MusicAeterna общей площадью 24 тысячи квадратных метров с большим (на 1500—1800 мест) и малым (на 700—900 мест) залами, общественных пространств, парков и других мест для отдыха общей площадью 17 гектаров.
Мосты острова:
- остров соединён с 2-м Адмиралтейским островом через Ново-Адмиралтейский канал Адмиралтейским мостом.
- с Матисовым островом — Корабельным мостом через реку Мойку.